# Илютичева, Валентина Лукинична
Валентина Лукинична Илютичева (1937—2018) — оператор машинного доения совхоза «Соколовский» Долинского района Сахалинской области, Герой Социалистического Труда (1988)

## Биография
Родилась 9 декабря 1937 года в селе Февралевка, была в составе современного Александровск-Сахалинского района Сахалинской области, в крестьянской семье. Русская. В 1947 году после освобождения Южного Сахалина семья переехала в посёлок Сокол современного Долинского района. Здесь окончила 7 классов.
Трудовую деятельность начала полеводом в Соколовском отделении, которое входило в состав совхоза «Комсомолец». Через некоторое время перешла работать на ферму, сначала подменной дояркой была, потом получила группу коров. В совхозе разводили высокомолочную, голштинофризскую породу. В группе было от 25 до 50 голов. Доярке самой приходилось и отёл принимать, и в стойлах убирать, и фляги с молоком таскать. Позже, когда организовали «родильное» отделение, и появились скотники, стало уже легче. Постепенно надои росли, дошли до рекордных — до 8 тонн в год от каждой коровы.
Указом Президиума Верховного Совета СССР от 10 мая 1988 года за достижение выдающихся успехов в повышении продуктивности дойного стада на основе внедрения интенсивных технологий, большой личный вклад в увеличение производства молока и проявленный трудовой героизм Илютичевой Валентине Лукиничне присвоено звание Героя Социалистического Труда с вручением ордена Ленина и золотой медали «Серп и Молот».
Жила в посёлке Сокол.

## Награды
Награждена орденами Ленина, Октябрьской Революции, Трудового Красного Знамени, Трудовой Славы 3-й степени, медалями.